# Івешть (комуна, Васлуй)
Івешть, Івешті (рум. Ivești) — комуна у повіті Васлуй в Румунії. До складу комуни входить єдине село Івешть.
Комуна розташована на відстані 225 км на північний схід від Бухареста, 51 км на південь від Васлуя, 107 км на південь від Ясс, 93 км на північний захід від Галаца.

## Населення
За даними перепису населення 2002 року у комуні проживала 4651 особа, усі — румуни. Усі жителі комуни рідною мовою назвали румунську.
Склад населення комуни за віросповіданням:
| Релігія        | Кількість осіб | Відсоток |
| -------------- | -------------- | -------- |
| православні    | 4641           | 99,8%    |
| старообрядці   | 6              | 0,1%     |
| римо-католики  | 2              | < 0,1%   |
| греко-католики | 1              | < 0,1%   |

## Зовнішні посилання
- Дані про комуну Івешть на сайті Ghidul Primăriilor [Архівовано 8 липня 2012 у Wayback Machine.]